# كلارك تراسي
كلارك تراسي (بالإنجليزية: Clark Tracey)‏ هو عازف جاز بريطاني، ولد في 5 فبراير 1961 في لندن الكبرى في المملكة المتحدة.

## وصلات خارجية
- الموقع الرسمي
- كلارك تراسي على موقع ميوزك برينز (الإنجليزية)
- كلارك تراسي على موقع أول ميوزيك (الإنجليزية)
- كلارك تراسي على موقع ديسكوغز (الإنجليزية)